# Canton de Beausoleil
Le canton de Beausoleil est une division administrative française, située dans le département des Alpes-Maritimes et la région Provence-Alpes-Côte d'Azur.
À la suite du redécoupage cantonal de 2014, les limites territoriales du canton sont remaniées. Le nombre de communes du canton passe de 1 à 7.

## Histoire
Le canton est créé par la loi du 27 décembre 1922 qui sépare la commune de Beausoleil du canton de Villefranche afin de former un nouveau canton.
Par décret du 24 février 2014, le nombre de cantons du département est divisé par deux, avec mise en application aux élections départementales de mars 2015. Le canton de Beausoleil est conservé et s'agrandit. Il passe de 1 à 7 communes.

## Représentation

### Conseillers d'arrondissement (de 1923 à 1940)
| Période                                  | Période | Identité             | Étiquette | Qualité |
| ---------------------------------------- | ------- | -------------------- | --------- | --- |
|                                          |         |                      |           | |
| 1928                                     |         | Paul-Joseph Chiabaut |           | Maire de Beausoleil (1929-1934)                                                                             |
| 1940                                     |         |                      |           | Les conseils d'arrondissement ont été suspendus par la loi du 12 octobre 1940 et n'ont jamais été réactivés |
| Les données manquantes sont à compléter. |         |                      |           | |

### Conseillers généraux de 1923 à 2015
| Période          | Période           | Identité                         | Étiquette             | Qualité |
| ---------------- | ----------------- | -------------------------------- | --------------------- | --- |
| 1923             | 1931              | Édouard Grinda                   | RG                    | Médecin Adjoint au maire de Nice Député (1919-1932) Ministre (1930-1931)                                        |
| 1931             | 1937              | Emmanuel Faissole                | Action française      | Secrétaire de mairie Membre des Camelots du Roi                                                                 |
| 1937             | 1940              | Bernard Issautier                | PDP                   | Avocat au barreau de Nice Nommé conseiller départemental en 1943 Président du conseil départemental (1943-1945) |
|                  |                   |                                  |                       | |
| 1945             | 1951              | Auguste Dubar (1904-1986)        | PCF                   | Musicien Maire de Beausoleil (1944-1947)                                                                        |
| 1951             | 1956 (décès)      | Paul Joseph Chiabaut (1894-1956) | RGR                   | Industriel Maire de Beausoleil (1947-1956)                                                                      |
| 1er juillet 1956 | 1958 (décès)      | Charles Carli                    | Ind.                  | Instituteur à Nice                                                                                              |
| 1958             | 1970              | Paul Massa                       | SFIO puis DVG         | Avocat Maire de Beausoleil (1956-1971) Sénateur (1966-1971)                                                     |
| 1970             | 1982              | André Vanco (1914-1986)          | PCF                   | Employé de l’Equipement Maire de Beausoleil (1971-1986)                                                         |
| 1982             | 1983 (annulation) | Jean-Paul Bernardi               | RPR                   | |
| 1983             | 1986 (décès)      | André Vanco (1914-1986)          | PCF                   | Maire de Beausoleil (1971-1986)                                                                                 |
| 1986             | 1988              | Roger Bennati (1926-2015)        | PCF                   | Employé à RMC Maire de Beausoleil (1986-1989)                                                                   |
| 1988             | 1994              | Gérard Spinelli                  | DVD                   | Ingénieur Maire de Beausoleil (1989-2001)                                                                       |
| 1994             | 2008              | Robert Vial                      | DVG puis DVD puis UMP | Responsable d'imprimerie retraité Maire de Beausoleil (2001-2008)                                               |
| 2008             | 2015              | Gérard Spinelli                  | DVD                   | Maire de Beausoleil (depuis 2008)                                                                               |

### Représentation depuis 2015
| Période élective | Période élective | Mandat | Mandat   | Identité        | Nuance | Nuance | Qualité |
| ---------------- | ---------------- | ------ | -------- | --------------- | ------ | ------ | --- |
| 2015             | 2021             | 2015   | 2021     | Xavier Beck     |        | LR     | Maire de Cap-d'Ail (depuis 1995) Vice-président du Conseil départemental chargé de l'administration générale, de la commission d’appel d’offres et des ressources humaines Ancien Conseiller général du Canton de Villefranche-sur-Mer (2011-2015) |
| 2015             | 2021             | 2015   | 2021     | Sabrina Ferrand |        | UDI    | Assistante de direction Ancienne conseillère municipale de Beausoleil |
| 2021             | 2028             | 2021   | en cours | Xavier Beck     |        | LR     | Maire de Cap-d'Ail, Conseiller sortant, 1er vice-président du conseil départemental chargé de l'administration générale, des ressources humaines et de l'évaluation des politiques publiques                                                       |
| 2021             | 2028             | 2021   | en cours | Sabrina Ferrand |        | UDI    | Conseillère sortante |

#### Élections de mars 2015
À l'issue du 1er tour des élections départementales de 2015, deux binômes sont en ballottage : Xavier Beck et Sabrina Ferrand (Union de la Droite, 40,04 %) et Nathalie Gualandi et Jean-Jacques Guitard (FN, 30,24 %). Le taux de participation est de 44,98 % (10 993 votants sur 24 440 inscrits) contre 48,55 % au niveau départementalet 50,17 % au niveau national.
Au second tour, Xavier Beck et Sabrina Ferrand (Union de la Droite) sont élus avec 62,72 % des suffrages exprimés et un taux de participation de 44,52 % (6 429 voix pour 10 881 votants et 24 440 inscrits).

#### Élections de juin 2021
Le premier tour des élections départementales de 2021 est marqué par un très faible taux de participation (33,26 % au niveau national). Dans le canton de Beausoleil, ce taux de participation est de 32,42 % (7 048 votants sur 21 737 inscrits) contre 34,55 % au niveau départemental. À l'issue de ce premier tour, deux binômes sont en ballottage : Xavier Beck et Sabrina Ferrand (Union à droite, 54,8 %) et Sandrine Manfredi-Cavallere et Mickaël Rosellini (RN, 33,23 %).
Le second tour des élections est marqué une nouvelle fois par une abstention massive équivalente au premier tour. Les taux de participation sont de 34,3 % au niveau national, 37,61 % dans le département et 35,61 % dans le canton de Beausoleil. Xavier Beck et Sabrina Ferrand (Union à droite) sont élus avec 66,52 % des suffrages exprimés (4 916 voix pour 7 742 votants et 21 742 inscrits),,.

## Composition

### Composition avant 2015
Le canton comprenait uniquement la commune de Beausoleil.

### Composition depuis 2015
Le nouveau canton de Beausoleil est composé de sept communes entières.
| Nom                                | Code Insee | Intercommunalité           | Superficie (km2) | Population (dernière pop. légale) | Densité (hab./km2) | Modifier                                    |
| ---------------------------------- | ---------- | -------------------------- | ---------------- | --------------------------------- | ------------------ | ------------------------------------------- |
| Beausoleil (bureau centralisateur) | 06012      | CA de la Riviera française | 2,79             | 12 430 (2022)                     | 4 455              | modifier les données · modifier les données |
| Beaulieu-sur-Mer                   | 06011      | Métropole Nice Côte d'Azur | 0,95             | 3 835 (2022)                      | 4 037              | modifier les données · modifier les données |
| Cap-d'Ail                          | 06032      | Métropole Nice Côte d'Azur | 2,04             | 4 491 (2022)                      | 2 201              | modifier les données · modifier les données |
| Èze                                | 06059      | Métropole Nice Côte d'Azur | 9,47             | 2 155 (2022)                      | 228                | modifier les données · modifier les données |
| Saint-Jean-Cap-Ferrat              | 06121      | Métropole Nice Côte d'Azur | 2,48             | 1 476 (2022)                      | 595                | modifier les données · modifier les données |
| La Turbie                          | 06150      | CA de la Riviera française | 7,42             | 3 012 (2022)                      | 406                | modifier les données · modifier les données |
| Villefranche-sur-Mer               | 06159      | Métropole Nice Côte d'Azur | 4,88             | 5 012 (2022)                      | 1 027              | modifier les données · modifier les données |
| Canton de Beausoleil               | 0604       |                            | 30,03            | 32 411 (2022)                     | 1 079              | modifier les données                        |

## Démographie

### Démographie avant 2015
| 1962   | 1968   | 1975   | 1982   | 1990   | 1999   | 2006   | 2011   | 2012   |
| ------ | ------ | ------ | ------ | ------ | ------ | ------ | ------ | ------ |
| 12 833 | 14 144 | 12 208 | 11 664 | 12 326 | 12 775 | 13 416 | 13 567 | 13 272 |

### Démographie depuis 2015
En 2022, le canton comptait 32 411 habitants, en évolution de −5,61 % par rapport à 2016 (Alpes-Maritimes : +2,85 %, France hors Mayotte : +2,11 %).
| 2013   | 2018   | 2022   |
| ------ | ------ | ------ |
| 34 400 | 33 680 | 32 411 |